# Wiener Stadthalle

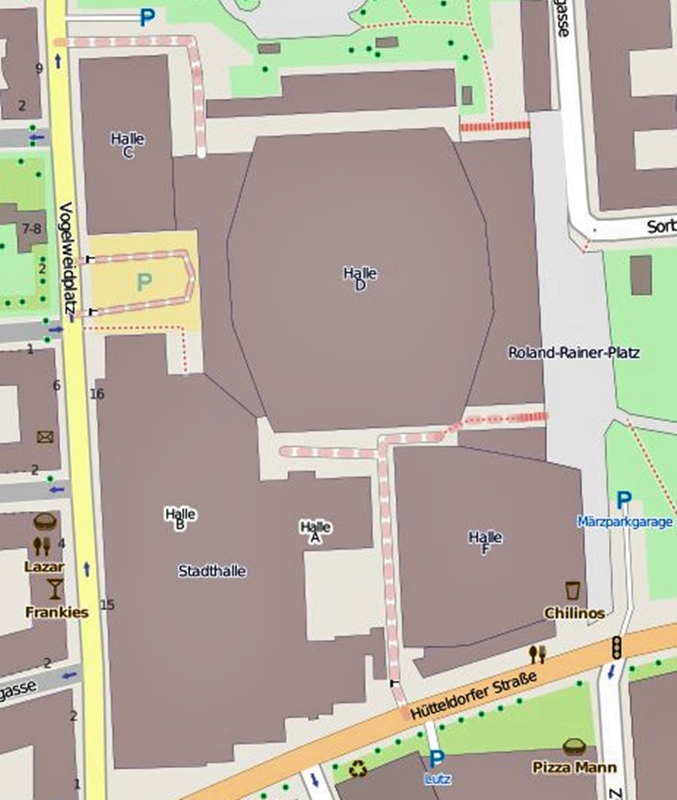
Mapa areálu Wiener Stadhalle

Wiener Stadhalle (česky: Vídeňská městská hala) je víceúčelová krytá aréna a kongresové centrum v 15. obvodu rakouského hlavního města Vídně.
Součástí komplexu je šest hal, z nichž každá může být použita samostatně nebo v kombinaci (sousední bazén, dvě tělocvičny, kryté kluziště, malý a velký víceúčelový sál a sál s jevištěm). Slouží jako místo konání různých akcí, včetně koncertů, výstav, veletrhů, konferencí, přednášek, divadla, televize a sportu.

## Budovy
Komplex se skládá ze 6 propojovacích hal: A a B (tělocvičny postavené v roce 1957, které lze využít i pro konference nebo přednášky), C (krytý zimní stadion), D (vnitřní arena, většinou pro koncerty nebo sport) E (sál pro menší akce) a F (arena pro intimnější koncerty).

### Haly A a B
Haly A a B byly dokončeny v roce 1957 jako tělocvična a sportovní hala. Hala A je 18 x 36 metrů a vysoká 7,6 metru , zatímco hala B je 30 x 60 metrů a vysoká 11,8 metru. Obě haly mohou být také použity pro konference nebo přednášky. V suterénu místností pro sály Hall A a v dolní části haly B jsou umístěny bowlingové dráhy a šatny.

### Hala C
Hala C, dokončená v roce 1958, má kluziště 30 x 60 x 7,3 metru a je provozována společností Die EisStadthalle.

### Hala D
Dokončena v roce 1958 je hlavní víceúčelovou halou a největší rakouskou krytou arénou. Konstrukce je 98 x 110 metrů a výška hřbetu je 26,6 metru, přičemž použitelná podlahová plocha je 98,2 x 55,2 x 15,4 metru. V závislosti na události má kapacitu až 16 152. Místo konání má speciální závěsové systémy a přízemní stojany na severní a jižní straně haly, které mohou být zcela uzavřeny, aby rozdělily chodbu na několik částí. Pódium může mít až 600 čtverečních metrů a je podporováno dvěma VIP místnostmi, šatnami a kancelářemi v zákulisí.

### Hala E
Malá víceúčelová hala dokončená v roce 1994 kapacitou až 1 482 lidí o rozměrech 50 x 25 x 4,5 metry a používá se hlavně pro výstavy, konvence a společenské recepce.

### Hala F
Je koncipovaná jako aréna. Hala F byla dokončena v roce 2006 a při větších divadelních posezeních má až 2 036 návštěvníků. Jedná se o halu 68,2 x 73,4 x 12,5 metrů. Hala má zabudované vybavení pro módní přehlídku a audio a video systém. Hostům je k dispozici foyer o rozloze 1300 čtverečních metrů, propojená restaurace s dvěma dalšími foyery o rozloze 400 čtverečních metrů a banketovou halou o rozloze 300 čtverečních metrů.

### Stadthallenbad
V roce 1974 bylo přistavěno Stadthallenbad a tři veřejné bazény. Pro mistrovství Evropy v krátkém kurzu v roce 2004 centrum přidalo dočasný bazén o rozloze 1 025 m2.

## Koncerty
Hala D je často místem koncertování umělců.
- Robbie Williams
- Shakira
- Beyoncé
- Justin Timberlake
- Coldplay
- Depeche Mode
- Lady Gaga
- Katy Perry
- Bruno Mars
- Justin Bieber
- Rihanna
- The Prodigy
- Disturbed
- The 1975

## Galerie

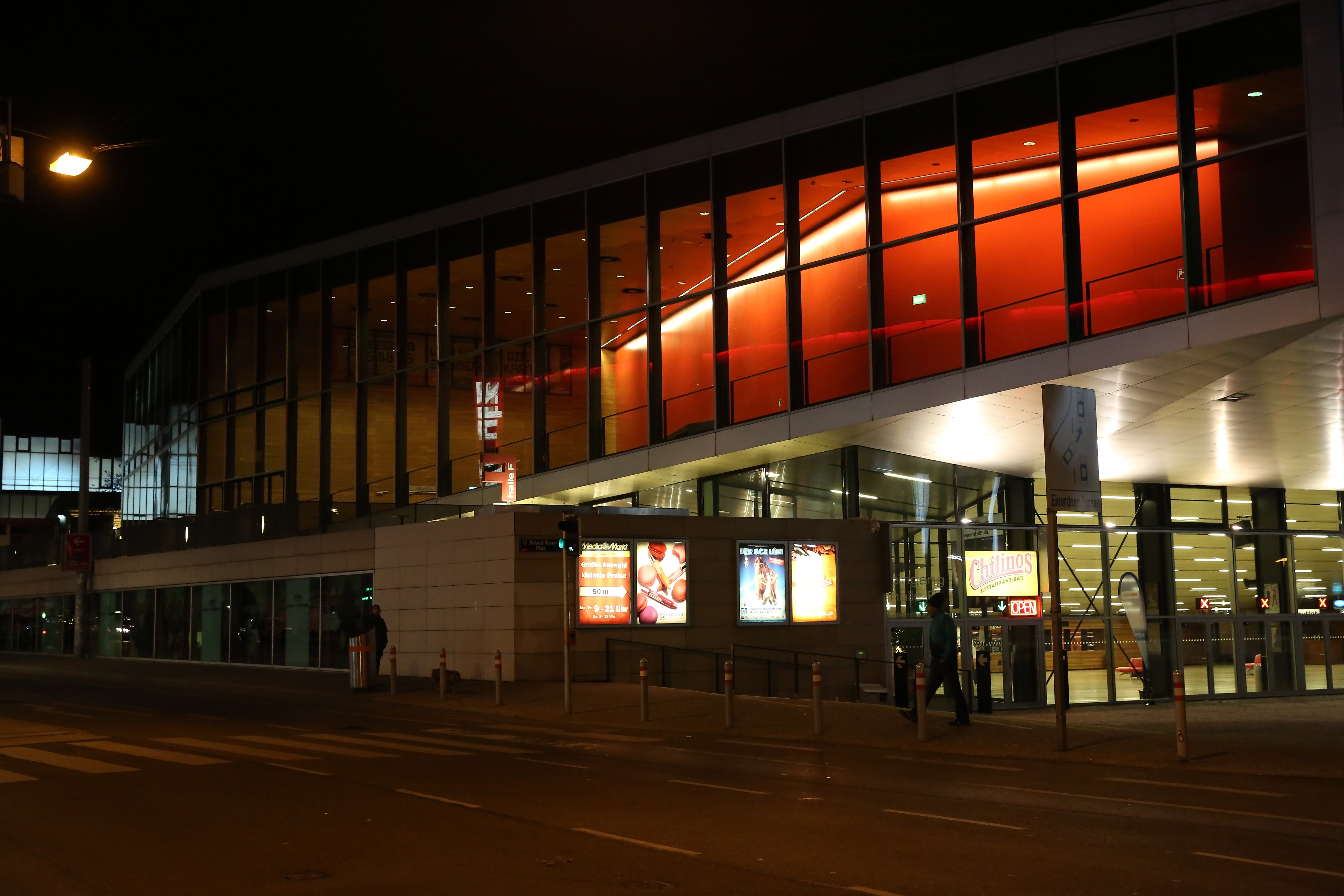
Hala F, za městským bazénem (2013)
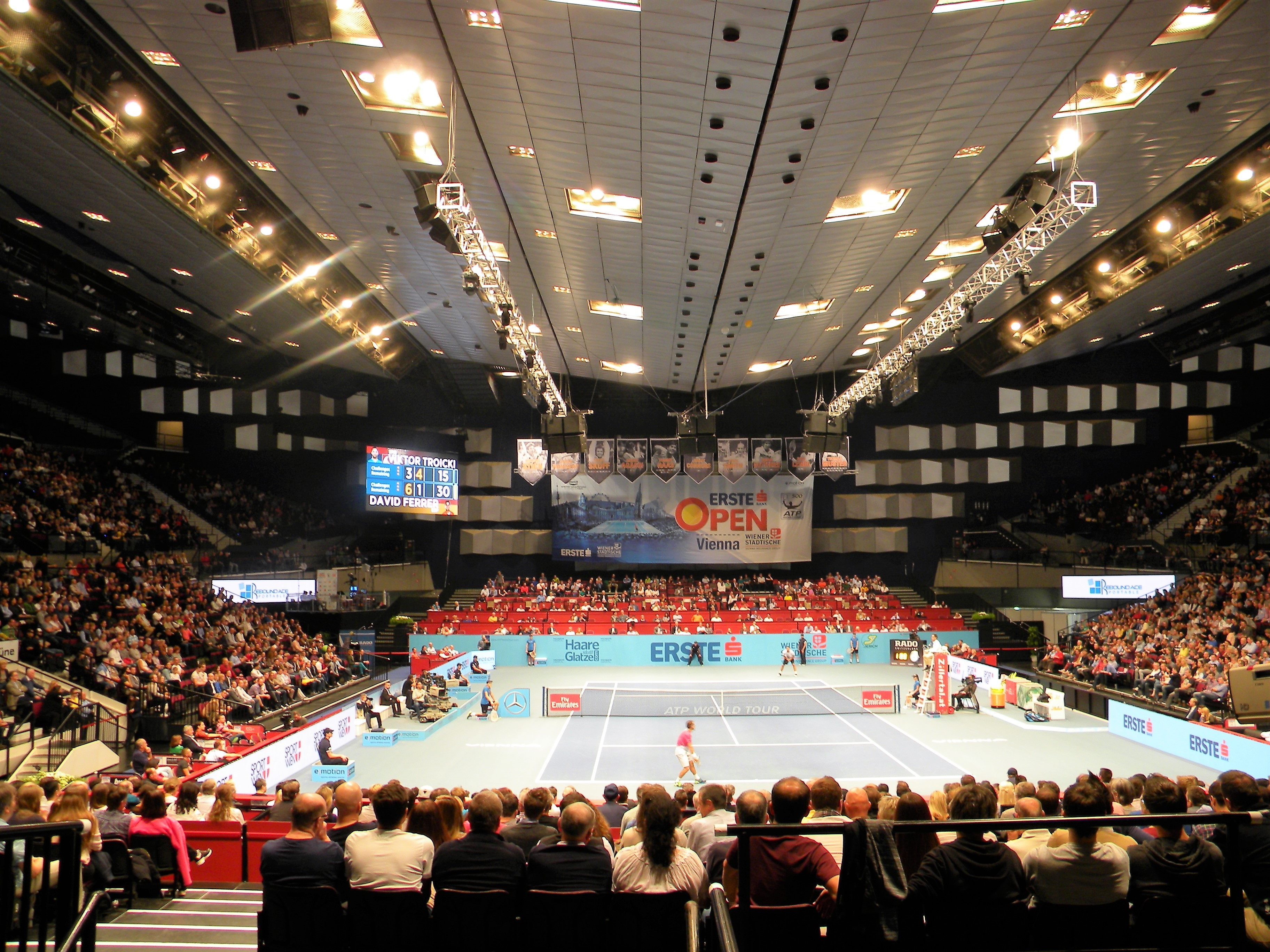
Tenisový turnaj (2016)
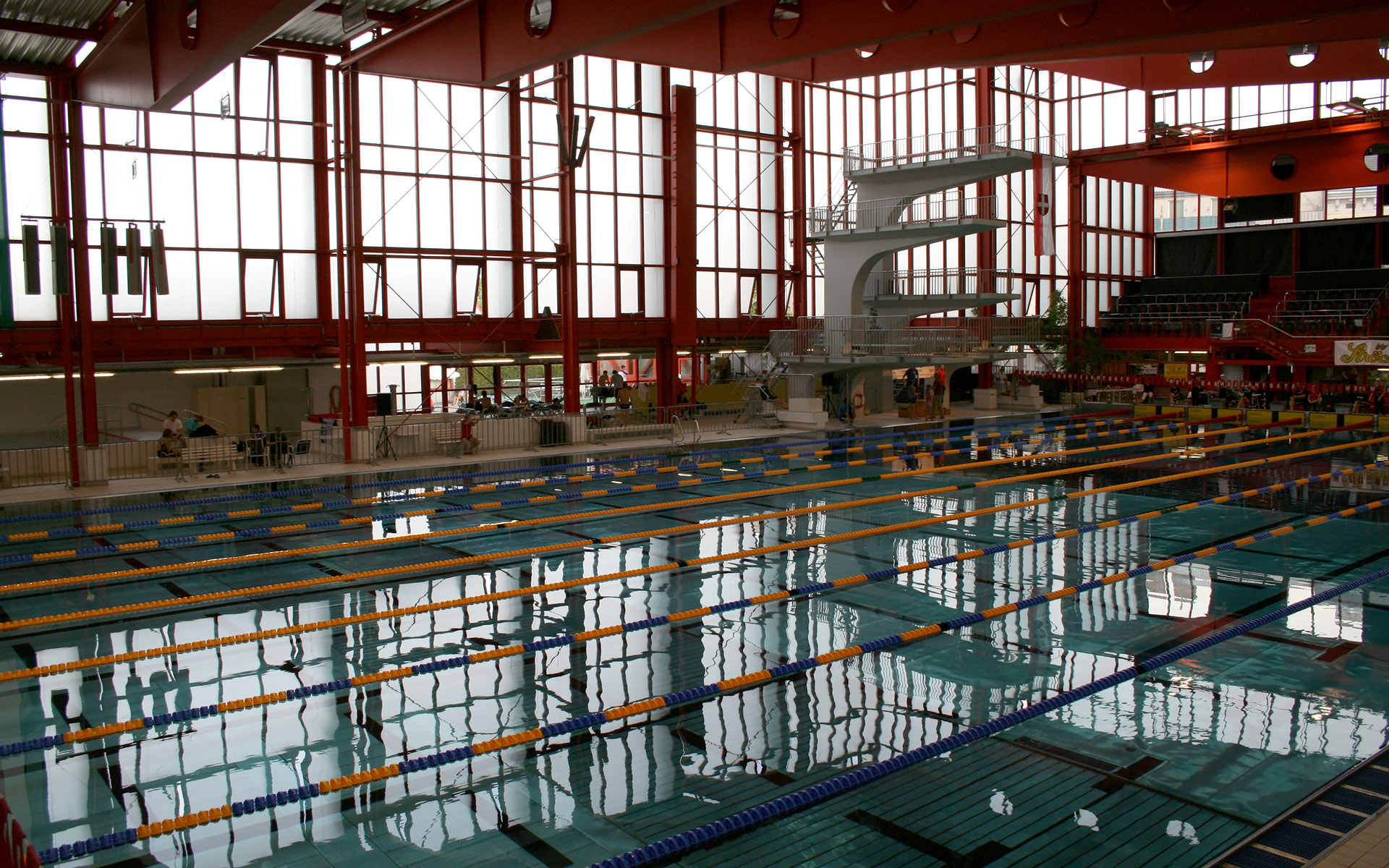
Plavecký bazén a skokanská věž (2008)
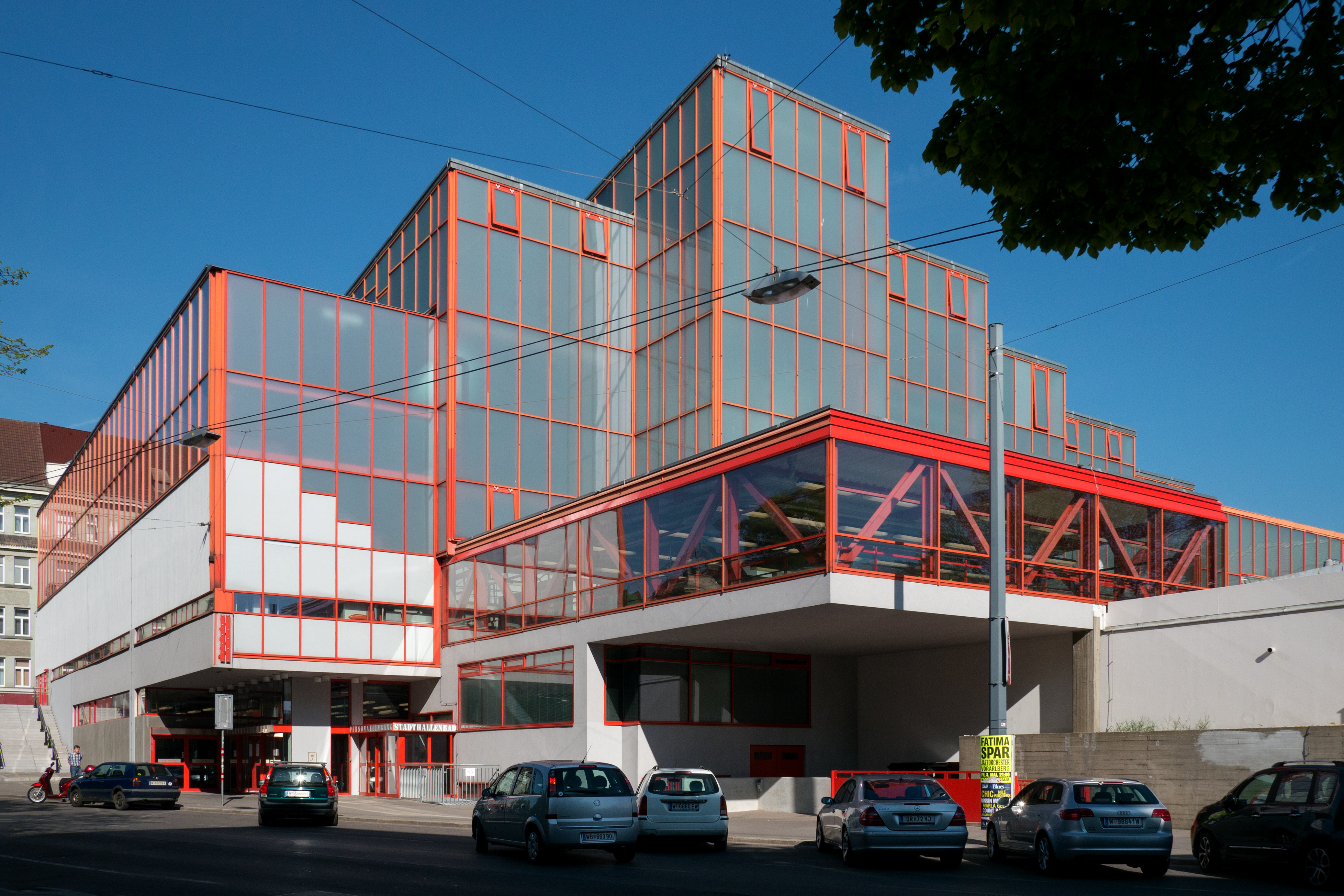
Stadthallenbad (2015)